# Jaroslav Santarius
Jaroslav Santarius (* 22. ledna 1958, Gottwaldov) je bývalý český hokejový útočník.

## Hokejová kariéra
V československé lize hrál za TJ Gottwaldov a Duklu Trenčín. Odehrál 11 ligových sezón, nastoupil ve 305 ligových utkáních, dal 83 gólů, měl 42 asistencí a 125 trestných minut.

## Klubové statistiky
| Sezona    | Klub              | Soutěž  | Základní část | Základní část | Základní část | Základní část | Základní část | Play off | Play off | Play off | Play off | Play off |
| Sezona    | Klub              | Soutěž  | Z             | G             | A             | B             | TM            | Z        | G        | A        | B        | TM       |
| --------- | ----------------- | ------- | ------------- | ------------- | ------------- | ------------- | ------------- | -------- | -------- | -------- | -------- | -------- |
| 1976/1977 | TJ Gottwaldov     | 1. liga | 14            | 5             | 5             | 10            | -             |          |          |          |          |          |
| 1977/1978 | TJ Gottwaldov     | 2. liga | -             | 37            | -             | -             | -             |          |          |          |          |          |
| 1978/1979 | TJ Gottwaldov     | 1. liga | 42            | 6             | 2             | 8             | -             |          |          |          |          |          |
| 1979/1980 | Dukla Trenčín     | 1. liga | 7             | 0             | 0             | 0             | 0             |          |          |          |          |          |
| 1980/1981 | Dukla Trenčín „B“ | 2. liga | -             | -             | -             | -             | -             |          |          |          |          |          |
| 1981/1982 | TJ Gottwaldov     | 1. liga | 18            | 2             | 0             | 2             | -             |          |          |          |          |          |
| 1982/1983 | TJ Gottwaldov     | 1. liga | 29            | 5             | 3             | 8             | 14            |          |          |          |          |          |
| 1983/1984 | TJ Gottwaldov     | 1. liga | 34            | 5             | 0             | 5             | 26            |          |          |          |          |          |
| 1984/1985 | TJ Gottwaldov     | 1. liga | 44            | 15            | 4             | 19            | 25            |          |          |          |          |          |
| 1985/1986 | TJ Gottwaldov     | 1. liga | 20            | 8             | 6             | 14            | -             | 5        | 3        | 3        | 6        | -        |
| 1986/1987 | TJ Gottwaldov     | 1. liga | 34            | 17            | 9             | 26            | 34            | 7        | 0        | 3        | 3        | -        |
| 1987/1988 | TJ Gottwaldov     | 1. liga | 44            | 14            | 10            | 24            | 39            |          |          |          |          |          |
| 1988/1989 | TJ Gottwaldov     | 1. liga | 19            | 6             | 3             | 9             | 10            | 7        | 3        | 2        | 5        | -        |